# Emblematodes aberrans
Emblematodes aberrans är en fjärilsart som beskrevs av László Anthony Gozmány. Emblematodes aberrans ingår i släktet Emblematodes och familjen äkta malar. Inga underarter finns listade i Catalogue of Life.